# Летни олимпийски игри 1896
Първите летни олимпийски игри се провеждат в Атина, Гърция, от 6 до 15 април 1896 г.
Това са първите модерни олимпийски игри и първата олимпиада, след като римският император Теодосий I забранява олимпийските игри през 393 година.
През 1894 година на конгрес в Сорбоната, организиран от Пиер дьо Кубертен, е създаден Международният олимпийски комитет (МОК), който определя за домакин на първата олимпиада град Атина. По онова време гърците нямат опит с организирането на такива мащабни събития и имат проблеми, но се справят навреме.
В събитието участват рекорден брой спортисти за времето си. Най-важното състезание за гръцката общност е маратонът, който е спечелен от техния сънародник Спиридон Луис. Най-успешният състезател на олимпиадата е германският борец Карл Шуман.
След игрите гръцката общност, заедно с краля Георгиос I, настояват игрите да останат завинаги в Гърция, но следващите игри са планирани да се проведат в Париж по повод ЕКСПО 1900. Олимпиадата не се завръща в Гърция до 2004 година.

## Важни моменти
- Първи олимпийски шампион става американецът Брандън Конъли, който печели тройния скок с резултат 13.71 метра.
- Гъркът Спиридон Луис печели маратона.
- Американецът Томас Бърк печели състезанията на 100 метра и 400 метра гладко бягане. Времето, с което печели финала на 100 метра, е 12.00 секунди.
- Французинът Пол Масон става най-успешният колоездач. Той печели спринта и състезанието на 10 000 метра.
- Фехтовачът Леонидас Пиргос става първият грък олимпийски шампион.
- Алфред Хайос печели 2 златни медала в плуването и става първият олимпийски шампион в плуването.
- Не е позволено на олимпиадата да участват жени. Гъркинята Стамата Ревити протестира против това решение, като преминава самостоятелно целия маратон, ден след като състезанието при мъжете е свършило.
- Турнирите по футбол и крикет са отменени поради липса на участници.

## Медали
| Място | Държава        | Злато | Сребро | Бронз | Общо |
| 1     | САЩ            | 11    | 7      | 2     | 20   |
| 2     | Гърция         | 10    | 17     | 19    | 46   |
| 3     | Германия       | 6     | 5      | 2     | 13   |
| 4     | Франция        | 5     | 4      | 2     | 11   |
| 5     | Великобритания | 2     | 3      | 2     | 7    |
| 6     | Унгария        | 2     | 1      | 3     | 6    |
| 7     | Австрия        | 2     | 1      | 2     | 5    |
| 8     | Австралия      | 2     | 0      | 0     | 2    |
| 9     | Дания          | 1     | 2      | 3     | 6    |
| 10    | Швейцария      | 1     | 2      | 0     | 3    |

## Олимпийски спортове
| - Борба (детайли) - Вдигане на тежести (детайли) - Гимнастика (детайли) - Колоездене (детайли) - Лека атлетика (детайли) |  | - Плуване (детайли) - Стрелба (детайли) - Тенис (детайли) - Фехтовка (детайли) |

## Страни взели участие
На олимпиадата взимат участие 14 страни, сред които е и България. На игрите участват също Русия и Белгия, но те не завършват олимпиадата. Участването на Чили също не е напълно доказано.
- Австрия
- Австралия
- България – вж. България на летните олимпийски игри 1896
- Франция
- Германия
- Великобритания
- Гърция
- Унгария
- САЩ
- Дания
- Италия
- Чили
- Швейцария
- Швеция